# Намазка

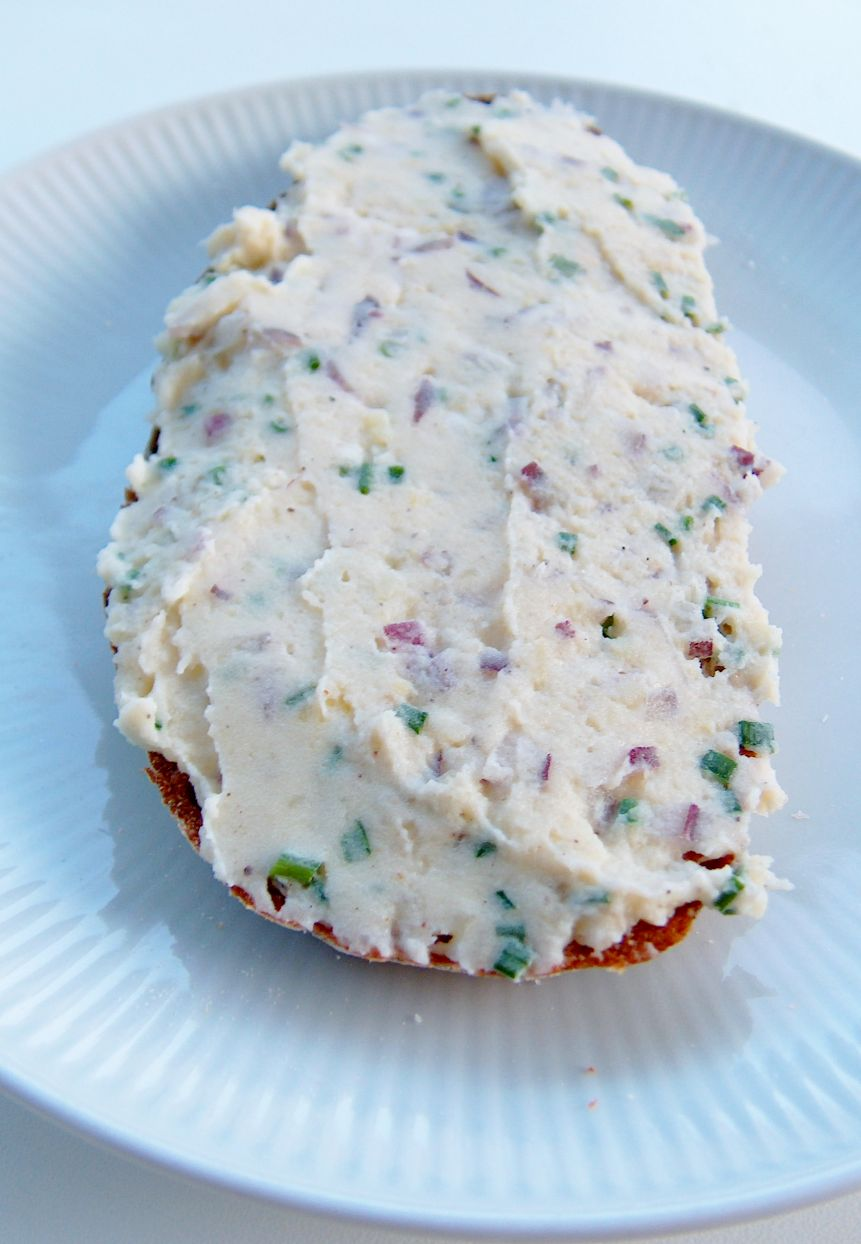
Картопляний сир — німецька намазка з картоплі зі сметаною та сиром

Намазка — пюреподібний кулінарний виріб з підібраних за смаком та консистенцією готових продуктів, ретельно подрібнених та перемішаних, призначений для намазування на бутерброди. Різновидом намазок є паштет.
Для приготування намазки підходять залишки готових м'ясних та рибних страв, а також консерви та сири. Залежно від рецепту, інгредієнтами намазки можуть бути круті яйця, сметана, майонез, олія, гірчиця, хрін). До складу багатьох намазок входить вершкове масло, тому скибочки хліба для таких бутербродів зазвичай маслом додатково не намазують.